# Iglesia de la Compañía de Jesús (Segovia)

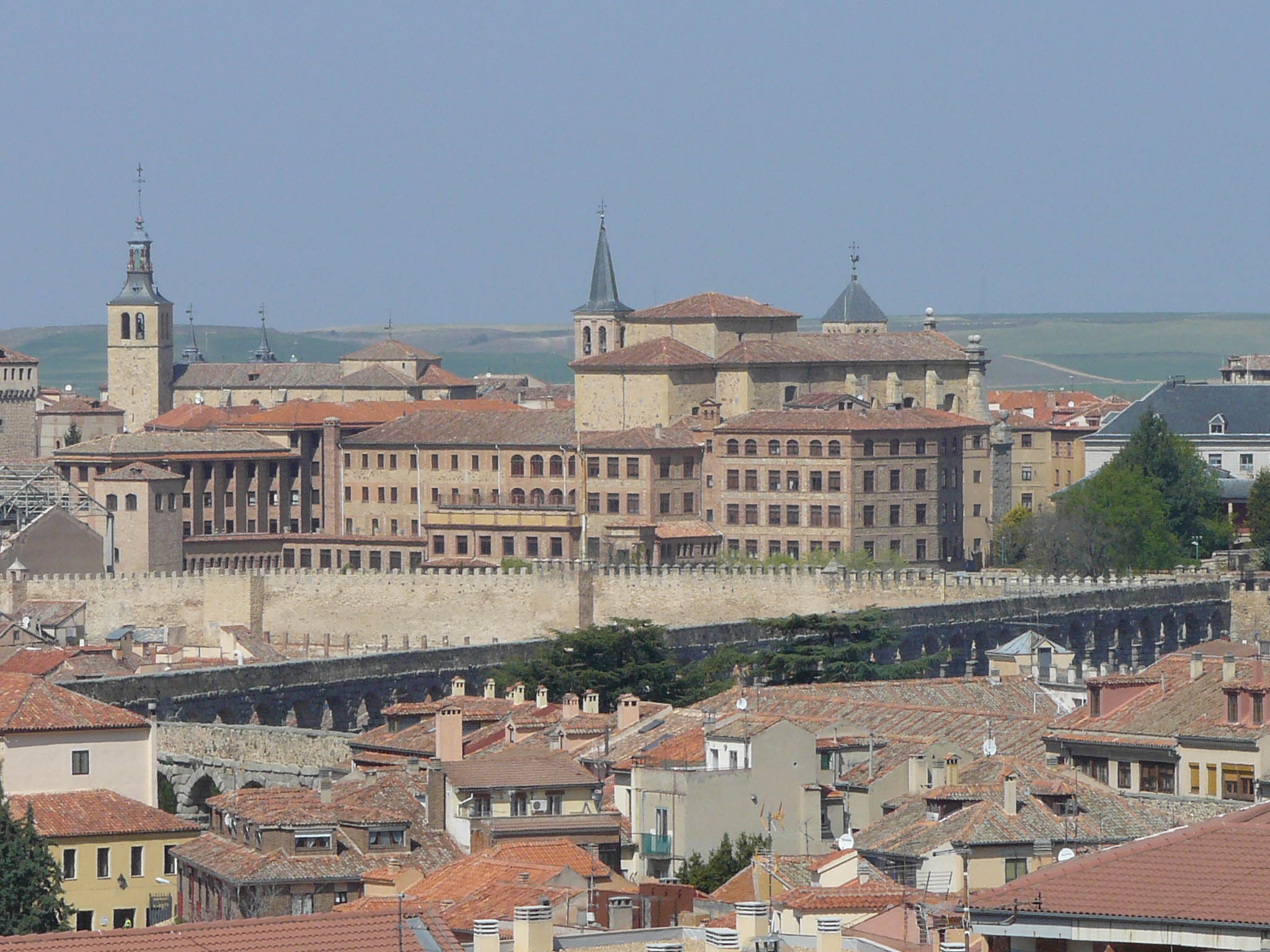
Vista del Seminario Conciliar de Segovia, al que pertenece la iglesia.

La iglesia de la Compañía de Jesús es un templo de culto católico ubicado en la ciudad española de Segovia. Fue construida en el último tercio del siglo XVI sobre el proyecto del arquitecto italiano Giuseppe Valeriano para la Compañía de Jesús, bajo la advocación de San Felipe y Santiago.
Desde el siglo XVIII es propiedad, junto al colegio jesuita al que pertenece, a la Diócesis de Segovia, por haber sido reutilizado por el obispo Alonso Marcos de Llanes Argüelles para fundar el Seminario Conciliar de Segovia.
El seminario al que pertenece la iglesia fue declarado Bien de Interés Cultural en el año 2000.

## Historia
La Compañía de Jesús se estableció en la ciudad el 20 de febrero de 1559 en unas casas situadas frente a los terrenos en los que más tarde construirían el colegio e iglesia.
Una vez trasladados a este lugar, se encargó el proyecto del templo al arquitecto jesuita italiano Giuseppe Valeriano, poniendo la primera piedra en 1577. Debido a las obras de explanación del solar, dirigidas por Juan de Gogorza, se detuvieron al poco tiempo y no volvieron a reanudarse hasta 1582, bajo la dirección del arquitecto Andrés Ruiz, también jesuita. En ese mismo año y de nuevo en 1585, el arquitecto real Juan de Herrera fue consultado para revisar y corregir las trazas de Valeriani y dar el proyecto definitivo que hoy podemos ver, pues las obras documentadas hasta 1588 y las que se contrataron en ese año con Ruiz y Gogorza (para construir la fachada principal y la nave hasta el crucero) coinciden con el edificio actual.
En 1592 dejaba la dirección de obra Andrés Ruiz, poniéndose al frente de la misma Diego de Matienzo, y a la muerte de éste en 1594, su yerno Diego de Sisniega. En ese momento estaba ya construido el crucero, parte de las capillas y casi toda la fachada. En 1603 dirige las obras Pedro de Brizuela, llevando a cabo la decoración de las bóvedas y la apertura lateral mediante vanos termales. En 1606, antes de que las obras estuviesen completamente terminadas, ya se realizaba el culto en la iglesia desde que se trasladase allí, desde el antiguo colegio, el Santísimo Sacramento. Por entonces estaba toda la fábrica levantada excepto la capilla mayor y el campanario del muro del crucero, obras realizadas por Francisco Gutiérrez de la Cotera entre 1639 y 1641. En 1645 comenzó el adoquinado delante del colegio de la Compañía.
La comunidad jesuita fue expulsada del país por orden de Carlos III de España en 1767, y dos años más tarde el mismo monarca dictaminó que la antigua fundación debía mantener las aulas de primeras letras, latinidad y retórica, y el resto se destinaría para seminario de corrección y de ordenandos. Finalmente, el obispo Alonso Marcos de Llanes Argüelles fundó en las instalaciones el Seminario Conciliar de Segovia.

## Descripción

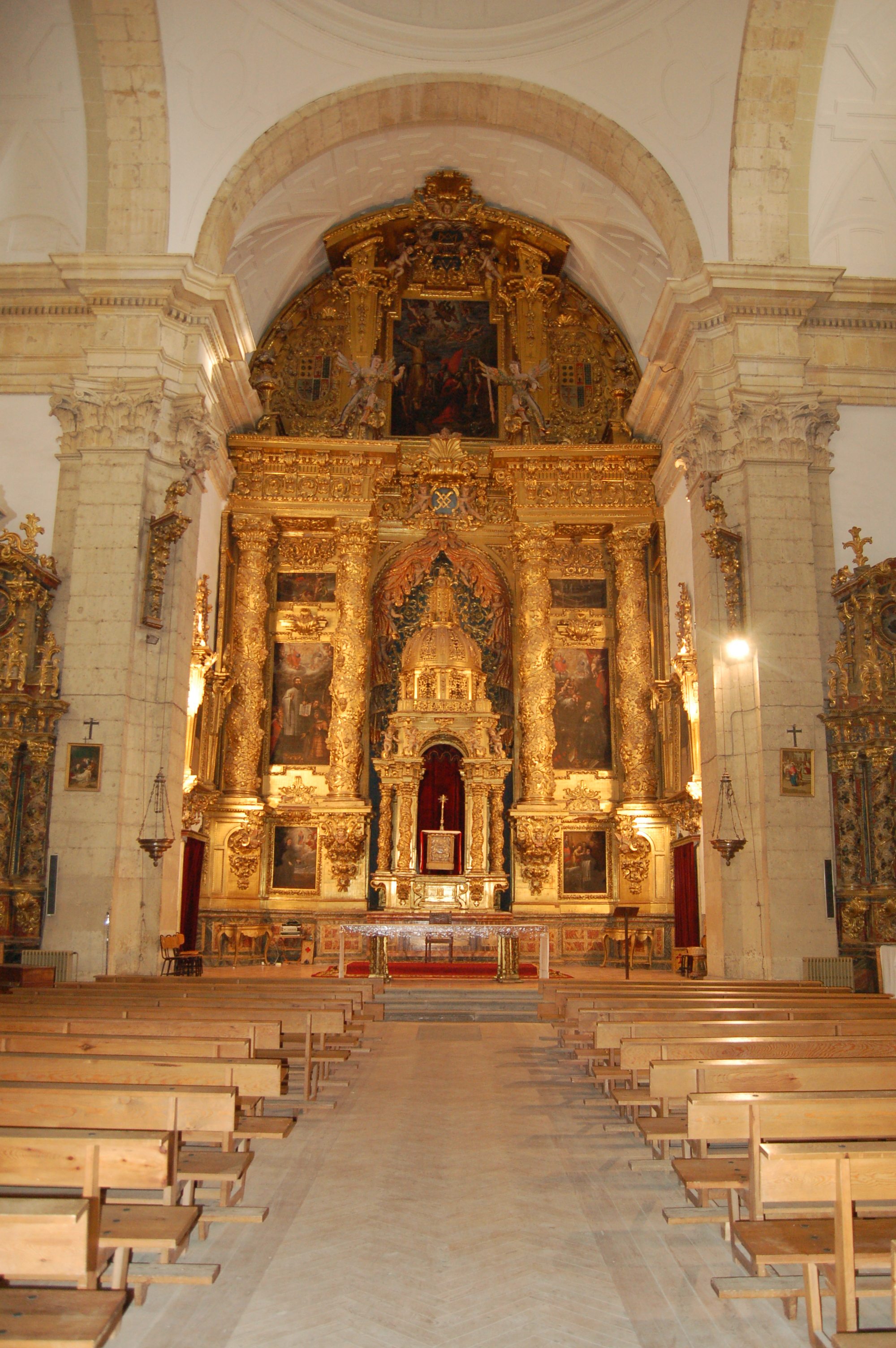
Interior de la iglesia, con el retablo de José Vallejo Vivanco (1678).

El resultado de las obras fue una armoniosa iglesia de cruz latina inscrita en un rectángulo, con un eje longitudinal de cuatro tramos y otro transversal de transepto con crucero, y presbiterio profundo de testero plano. A cada lado de la nave se labraron cuatro capillas hornacinas y una amplia tribuna a los pies, siguiendo fielmente el modelo jesuítico establecido desde 1568-1573 por Jacopo Barozzi da Vignola en la iglesia del Gesú de Roma. En alzado, los soportes se presentan en forma de pilares con pilastras adosadas tanto en los arcos torales como en los formeros. El entablamento es corrido, rompiéndose tan sólo en el tramo del crucero y la cubrición se realiza a base de arcos de cantería descubierta de medio punto y bóvedas de medio cañón con lunetos, presentando una decoración geométrica muy plana. El cierre del crucero se lleva a cabo por medio de una cúpula de media naranja ciega, soportada sobre pechinas y dividida en ocho cascos. El sistema de iluminación se efectúa por medio de amplias ventanas termales. Según esta articulación interna se dispone el exterior, con un sistema de contrafuertes prismáticos aletonados. El acabado interior se resuelve con paramentos blancos y bóvedas jaharradas en contraste con la piedra caliza utilizada para los elementos portantes y las molduras y capiteles de orden corintio.
La fachada se construyó en granito de las canteras del Ciguiñuela mediante un leve almohadillado. Organizada en tres cuerpos, sobresale el central, superior en altura frente a los laterales, a los que se une por medio de dos grandes aletones de traza simple con un pequeño perfil retranqueado. La parte superior se remata, sobre ventana rectangular con frontón, con otro triangular y decoración de bolas. La portada, con motivos heráldicos a los lados, es adintelada sobre pilastras dóricas muy sencillas construidas con sillares de grosor alterno, friso de triglifos y metopas, y remate en frontón curvo partido en su mitad por un nuevo motivo heráldico culminando en pináculo con bola.
En el interior se conservan varios retablos, entre los que destacan los dos colaterales y, sobre todo, el retablo mayor, obra del ensamblador riojano José Vallejo Vivanco, realizado en 1678.